# Wilkes-Barre/Scranton International Airport

i8
i11
i13
Der Wilkes-Barre/Scranton International Airport (IATA: AVP, ICAO: KAVP) ist ein Flughafen in Luzerne County, Pennsylvania, USA. Er liegt zwischen den beiden Städten Wilkes-Barre und Scranton.
Der Flughafen wird heute durch diverse amerikanische Fluggesellschaften mit Inlandszielen verbunden.